# Grand Prix Velo Erciyes
Der Grand Prix Velo Erciyes ist ein Straßenradrennen in der Türkei und umfasst ein Rennen für Männer und ein Rennen für Frauen.
Das Eintagesrennen für Männer fand erstmals im Jahr 2019 statt, das der Frauen ein Jahr später. Die Strecke führt in einer großen Runde durch den Landkreis Develi in der Provinz Kayseri mit Start und Ziel in der Stadt Develi selbst. Die Rennen sind in die UCI-Kategorie 1.2 eingestuft. Das Männer-Rennen gehört zur UCI Europe Tour.

## Palmarès Frauen
| Jahr | Sieger             | Zweiter              | Dritter                |          |
| ---- | ------------------ | -------------------- | ---------------------- | -------- |
| 2020 | Walerija Kononenko | Iuliia Galimullina   | Anastasiia Pecherskikh |          |
| 2021 | Olha Schekel       | Margarita Syradojewa | Olena Scharha          |          |
| 2022 | abgesagt           | abgesagt             | abgesagt               | abgesagt |

## Palmarès Männer
| Jahr | Sieger         | Zweiter             | Dritter            |
| ---- | -------------- | ------------------- | ------------------ |
| 2019 | Onur Balkan    | Patrik Tybor        | Stanislau Baschkou |
| 2020 | Witalij Buz    | Oleksandr Holowasch | Elchin Asadov      |
| 2021 | Azzedine Lagab | Jauhen Sobal        | Dsjanis Masur      |